# Eleições autárquicas portuguesas de 2021 no distrito de Beja
| Eleições autárquicas portuguesas de 2021 Distritos: Aveiro \| Beja \| Braga \| Bragança \| Castelo Branco \| Coimbra \| Évora \| Faro \| Guarda \| Leiria \| Lisboa \| Portalegre \| Porto \| Santarém \| Setúbal \| Viana do Castelo \| Vila Real \| Viseu \| Açores \| Madeira |

## Resultados por concelho
Os resultados nos concelhos do distrito de Beja foram os seguintes:

### Aljustrel

#### Câmara Municipal
| Partido                 | Partido                        | Votos | %               | +/-   | Vereadores | +/-     |
| ----------------------- | ------------------------------ | ----- | --------------- | ----- | ---------- | ------- |
|                         | Partido Socialista             | 2 592 | 47,54 / 100,00  | 11,39 | 3 / 5      | Estável |
|                         | Coligação Democrática Unitária | 2 503 | 45,91 / 100,00  | 9,34  | 2 / 5      | Estável |
|                         | PSD-CDS-PPM-A                  | 147   | 2,70 / 100,00   | 0,98  | 0 / 5      | Estável |
|                         | CHEGA                          | 83    | 1,52 / 100,00   | Novo  | 0 / 5      | Novo    |
| Votos Inválidos         | Votos Inválidos                | 127   | 2,33 / 100,00   | 0,45  |            |         |
| Total                   | Total                          | 5 452 | 100,00 / 100,00 |       | 5 / 5      |         |
| Eleitorado/Participação | Eleitorado/Participação        | 7 918 | 68,75 / 100,00  | 0,04  |            |         |

| Freguesia                  | %     | %     | %                | %    | Votantes |
| Freguesia                  | PS    | CDU   | PSD- CDS- PPM- A | CH   | Votantes |
| -------------------------- | ----- | ----- | ---------------- | ---- | -------- |
| Freguesia                  |       |       |                  |      | Votantes |
| Aljustrel e Rio de Moinhos | 47,19 | 46,64 | 2,78             | 1,04 | 3 452    |
| Ervidel                    | 48,74 | 45,39 | 2,01             | 1,51 | 597      |
| Messejana                  | 36,07 | 56,65 | 4,37             | 1,09 | 549      |
| São João de Negrilhos      | 55,50 | 36,42 | 1,76             | 3,75 | 854      |
| Aljustrel                  | 47,54 | 45,91 | 2,70             | 1,52 | 5 452    |

#### Assembleia Municipal
| Partido                 | Partido                        | Votos | %               | +/-  | Deputados | +/-     |
| ----------------------- | ------------------------------ | ----- | --------------- | ---- | --------- | ------- |
|                         | Partido Socialista             | 2 697 | 49,47 / 100,00  | 7,75 | 8 / 15    | 1       |
|                         | Coligação Democrática Unitária | 2 388 | 43,80 / 100,00  | 5,91 | 7 / 15    | 1       |
|                         | PSD-CDS-PPM-A                  | 197   | 3,61 / 100,00   | 1,77 | 0 / 15    | Estável |
| Votos Inválidos         | Votos Inválidos                | 170   | 3,12 / 100,00   | 0,08 |           |         |
| Total                   | Total                          | 5 452 | 100,00 / 100,00 |      | 15 / 15   |         |
| Eleitorado/Participação | Eleitorado/Participação        | 7 918 | 68,75 / 100,00  | 0,04 |           |         |

| Freguesia                  | %     | %     | %                | Votantes |
| Freguesia                  | PS    | CDU   | PSD- CDS- PPM- A | Votantes |
| -------------------------- | ----- | ----- | ---------------- | -------- |
| Freguesia                  |       |       |                  | Votantes |
| Aljustrel e Rio de Moinhos | 49,25 | 44,15 | 3,53             | 3 452    |
| Ervidel                    | 48,91 | 46,06 | 2,18             | 597      |
| Messejana                  | 39,71 | 53,19 | 5,10             | 549      |
| São João de Negrilhos      | 57,03 | 34,78 | 3,98             | 854      |
| Aljustrel                  | 49,47 | 43,80 | 3,61             | 5 452    |

#### Juntas de Freguesia
| Partido                 | Partido                        | Votos | %               | +/-  | Presidentes | +/-     | Mandatos | +/- |
| ----------------------- | ------------------------------ | ----- | --------------- | ---- | ----------- | ------- | -------- | --- |
|                         | Partido Socialista             | 2 707 | 49,65 / 100,00  | 6,65 | 3 / 4       | Estável | 20 / 36  | 1   |
|                         | Coligação Democrática Unitária | 2 423 | 44,44 / 100,00  | 3,78 | 1 / 4       | Estável | 16 / 36  | 1   |
|                         | PSD-CDS-PPM-A                  | 170   | 3,12 / 100,00   | -    | 0 / 4       | -       | 0 / 36   | -   |
| Votos Inválidos         | Votos Inválidos                | 152   | 2,79 / 100,00   | 0,25 |             |         |          |     |
| Total                   | Total                          | 5 452 | 100,00 / 100,00 |      | 4 / 4       |         | 36 / 36  |     |
| Eleitorado/Participação | Eleitorado/Participação        | 7 918 | 68,75 / 100,00  | 0,04 |             |         |          |     |

| Freguesia                  | Partido Vencedor | Partido Vencedor               | %              | Mandatos |
| -------------------------- | ---------------- | ------------------------------ | -------------- | -------- |
| Aljustrel e Rio de Moinhos |                  | Partido Socialista             | 48,32 / 100,00 | 7 / 13   |
| Ervidel                    |                  | Partido Socialista             | 50,42 / 100,00 | 4 / 7    |
| Messejana                  |                  | Coligação Democrática Unitária | 53,19 / 100,00 | 4 / 7    |
| São João de Negrilhos      |                  | Partido Socialista             | 60,42 / 100,00 | 6 / 9    |

### Almodôvar

#### Câmara Municipal
| Partido                 | Partido                        | Votos | %               | +/-  | Vereadores | +/-     |
| ----------------------- | ------------------------------ | ----- | --------------- | ---- | ---------- | ------- |
|                         | Partido Socialista             | 3 144 | 70,84 / 100,00  | 4,82 | 4 / 5      | Estável |
|                         | Partido Social Democrata       | 941   | 21,20 / 100,00  | 6,01 | 1 / 5      | Estável |
|                         | Bloco de Esquerda              | 127   | 2,86 / 100,00   | 1,21 | 0 / 5      | Estável |
|                         | Coligação Democrática Unitária | 75    | 1,69 / 100,00   | 0,36 | 0 / 5      | Estável |
| Votos Inválidos         | Votos Inválidos                | 151   | 3,40 / 100,00   | 0,32 |            |         |
| Total                   | Total                          | 4 438 | 100,00 / 100,00 |      | 5 / 5      |         |
| Eleitorado/Participação | Eleitorado/Participação        | 6 167 | 71,96 / 100,00  | 0,56 |            |         |

| Freguesia                        | %     | %     | %    | %    | Votantes |
| Freguesia                        | PS    | PSD   | BE   | CDU  | Votantes |
| -------------------------------- | ----- | ----- | ---- | ---- | -------- |
| Freguesia                        |       |       |      |      | Votantes |
| Aldeia dos Fernandes             | 73,83 | 18,46 | 1,38 | 2,48 | 363      |
| Almodôvar                        | 71,44 | 19,92 | 3,99 | 1,40 | 2 430    |
| Rosário                          | 70,50 | 21,75 | 2,00 | 2,25 | 400      |
| Santa Clara-a-Nova e Gomes Aires | 69,31 | 22,38 | 1,99 | 1,99 | 554      |
| Santa Cruz                       | 71,47 | 23,56 | 1,05 | 2,09 | 382      |
| São Barnabé                      | 65,05 | 28,80 | 0,65 | 1,29 | 309      |
| Almodôvar                        | 70,84 | 21,20 | 2,86 | 1,69 | 4 438    |

#### Assembleia Municipal
| Partido                 | Partido                        | Votos | %               | +/-  | Deputados | +/-     |
| ----------------------- | ------------------------------ | ----- | --------------- | ---- | --------- | ------- |
|                         | Partido Socialista             | 3 043 | 68,57 / 100,00  | 4,53 | 12 / 15   | 1       |
|                         | Partido Social Democrata       | 1 009 | 22,74 / 100,00  | 3,57 | 3 / 15    | 1       |
|                         | Bloco de Esquerda              | 157   | 3,54 / 100,00   | 0,03 | 0 / 15    | Estável |
|                         | Coligação Democrática Unitária | 75    | 1,69 / 100,00   | 1,11 | 0 / 15    | Estável |
| Votos Inválidos         | Votos Inválidos                | 154   | 3,47 / 100,00   | 0,14 |           |         |
| Total                   | Total                          | 4 438 | 100,00 / 100,00 |      | 15 / 15   |         |
| Eleitorado/Participação | Eleitorado/Participação        | 6 167 | 71,96 / 100,00  | 0,54 |           |         |

| Freguesia                        | %     | %     | %    | %    | Votantes |
| Freguesia                        | PS    | PSD   | BE   | CDU  | Votantes |
| -------------------------------- | ----- | ----- | ---- | ---- | -------- |
| Freguesia                        |       |       |      |      | Votantes |
| Aldeia dos Fernandes             | 73,00 | 17,63 | 2,20 | 2,75 | 363      |
| Almodôvar                        | 68,93 | 22,06 | 4,69 | 1,36 | 2 430    |
| Rosário                          | 66,25 | 25,25 | 1,75 | 1,75 | 400      |
| Santa Clara-a-Nova e Gomes Aires | 68,41 | 22,38 | 3,43 | 1,99 | 554      |
| Santa Cruz                       | 67,54 | 24,61 | 2,09 | 2,88 | 382      |
| São Barnabé                      | 65,05 | 29,13 | 0,32 | 0,97 | 309      |
| Almodôvar                        | 68,57 | 22,74 | 3,54 | 1,69 | 4 438    |

#### Juntas de Freguesia
| Partido                 | Partido                        | Votos | %               | +/-  | Presidentes | +/-     | Mandatos | +/-     |
| ----------------------- | ------------------------------ | ----- | --------------- | ---- | ----------- | ------- | -------- | ------- |
|                         | Partido Socialista             | 2 837 | 63,93 / 100,00  | 1,44 | 6 / 6       | Estável | 33 / 44  | 4       |
|                         | Partido Social Democrata       | 1 270 | 28,62 / 100,00  | 0,17 | 0 / 6       | Estável | 11 / 44  | 4       |
|                         | Coligação Democrática Unitária | 94    | 2,12 / 100,00   | 1,15 | 0 / 6       | Estável | 0 / 44   | Estável |
|                         | Bloco de Esquerda              | 84    | 1,89 / 100,00   | 0,01 | 0 / 6       | Estável | 0 / 44   | Estável |
| Votos Inválidos         | Votos Inválidos                | 153   | 3,45 / 100,00   | 0,10 |             |         |          |         |
| Total                   | Total                          | 4 438 | 100,00 / 100,00 |      | 6 / 6       |         | 44 / 44  |         |
| Eleitorado/Participação | Eleitorado/Participação        | 6 167 | 71,96 / 100,00  | 0,56 |             |         |          |         |

| Freguesia                        | Partido Vencedor | Partido Vencedor   | %              | Mandatos |
| -------------------------------- | ---------------- | ------------------ | -------------- | -------- |
| Aldeia dos Fernandes             |                  | Partido Socialista | 70,80 / 100,00 | 6 / 7    |
| Almodôvar                        |                  | Partido Socialista | 62,02 / 100,00 | 6 / 9    |
| Rosário                          |                  | Partido Socialista | 59,75 / 100,00 | 5 / 7    |
| Santa Clara-a-Nova e Gomes Aires |                  | Partido Socialista | 68,95 / 100,00 | 6 / 7    |
| Santa Cruz                       |                  | Partido Socialista | 67,02 / 100,00 | 5 / 7    |
| São Barnabé                      |                  | Partido Socialista | 63,43 / 100,00 | 5 / 7    |

### Alvito

#### Câmara Municipal
| Partido                 | Partido                        | Votos | %               | +/-   | Vereadores | +/- |
| ----------------------- | ------------------------------ | ----- | --------------- | ----- | ---------- | --- |
|                         | Partido Socialista             | 658   | 49,66 / 100,00  | 17,88 | 3 / 5      | 1   |
|                         | Coligação Democrática Unitária | 454   | 34,26 / 100,00  | 14,79 | 2 / 5      | 1   |
|                         | PSD-CDS-A                      | 156   | 11,77 / 100,00  | -     | 0 / 5      | -   |
| Votos Inválidos         | Votos Inválidos                | 57    | 4,30 / 100,00   | 1,96  |            |     |
| Total                   | Total                          | 1 325 | 100,00 / 100,00 |       | 5 / 5      |     |
| Eleitorado/Participação | Eleitorado/Participação        | 1 908 | 69,44 / 100,00  | 0,94  |            |     |

| Freguesia            | %     | %     | %           | Votantes |
| Freguesia            | PS    | CDU   | PSD- CDS- A | Votantes |
| -------------------- | ----- | ----- | ----------- | -------- |
| Freguesia            |       |       |             | Votantes |
| Alvito               | 42,86 | 42,57 | 10,68       | 693      |
| Vila Nova da Baronia | 57,12 | 25,16 | 12,97       | 632      |
| Alvito               | 49,66 | 34,26 | 11,77       | 1 325    |

#### Assembleia Municipal
| Partido                 | Partido                        | Votos | %               | +/-   | Deputados | +/- |
| ----------------------- | ------------------------------ | ----- | --------------- | ----- | --------- | --- |
|                         | Partido Socialista             | 637   | 48,08 / 100,00  | 18,85 | 8 / 15    | 3   |
|                         | Coligação Democrática Unitária | 454   | 34,26 / 100,00  | 10,58 | 5 / 15    | 2   |
|                         | PSD-CDS-A                      | 169   | 12,75 / 100,00  | -     | 2 / 15    | -   |
| Votos Inválidos         | Votos Inválidos                | 65    | 4,90 / 100,00   | 2,01  |           |     |
| Total                   | Total                          | 1 325 | 100,00 / 100,00 |       | 15 / 15   |     |
| Eleitorado/Participação | Eleitorado/Participação        | 1 908 | 69,44 / 100,00  | 1,05  |           |     |

| Freguesia            | %     | %     | %           | Votantes |
| Freguesia            | PS    | CDU   | PSD- CDS- A | Votantes |
| -------------------- | ----- | ----- | ----------- | -------- |
| Freguesia            |       |       |             | Votantes |
| Alvito               | 40,40 | 44,01 | 11,69       | 693      |
| Vila Nova da Baronia | 56,49 | 23,58 | 13,92       | 632      |
| Alvito               | 48,08 | 34,26 | 12,75       | 1 325    |

#### Juntas de Freguesia
| Partido                 | Partido                        | Votos | %               | +/-  | Presidentes | +/-     | Mandatos | +/- |
| ----------------------- | ------------------------------ | ----- | --------------- | ---- | ----------- | ------- | -------- | --- |
|                         | Partido Socialista             | 590   | 44,53 / 100,00  | 8,04 | 1 / 2       | Estável | 7 / 14   | 1   |
|                         | Coligação Democrática Unitária | 531   | 40,08 / 100,00  | 2,13 | 1 / 2       | Estável | 6 / 14   | 1   |
|                         | PSD-CDS-A                      | 145   | 10,94 / 100,00  | -    | 0 / 2       | -       | 1 / 14   | -   |
| Votos Inválidos         | Votos Inválidos                | 59    | 4,45 / 100,00   | 0,89 |             |         |          |     |
| Total                   | Total                          | 1 325 | 100,00 / 100,00 |      | 2 / 2       |         | 14 / 14  |     |
| Eleitorado/Participação | Eleitorado/Participação        | 1 908 | 69,44 / 100,00  | 0,89 |             |         |          |     |

| Freguesia            | Partido Votado | Partido Votado                 | %              | Mandatos |
| -------------------- | -------------- | ------------------------------ | -------------- | -------- |
| Alvito               |                | Coligação Democrática Unitária | 58,73 / 100,00 | 5 / 7    |
| Vila Nova da Baronia |                | Partido Socialista             | 61,23 / 100,00 | 5 / 7    |

### Barrancos

#### Câmara Municipal
| Partido                 | Partido                        | Votos | %               | +/-  | Vereadores | +/-     |
| ----------------------- | ------------------------------ | ----- | --------------- | ---- | ---------- | ------- |
|                         | Coligação Democrática Unitária | 465   | 46,50 / 100,00  | 5,32 | 2 / 5      | Estável |
|                         | Partido Socialista             | 348   | 34,80 / 100,00  | 9,82 | 2 / 5      | 1       |
|                         | PSD-CDS                        | 155   | 15,50 / 100,00  | 4,91 | 1 / 5      | 1       |
| Votos Inválidos         | Votos Inválidos                | 32    | 3,20 / 100,00   | 0,42 |            |         |
| Total                   | Total                          | 1 000 | 100,00 / 100,00 |      | 5 / 5      |         |
| Eleitorado/Participação | Eleitorado/Participação        | 1 310 | 76,34 / 100,00  | 4,55 |            |         |

| Freguesia | %     | %     | %        | Votantes |
| Freguesia | CDU   | PS    | PSD- CDS | Votantes |
| --------- | ----- | ----- | -------- | -------- |
| Freguesia |       |       |          | Votantes |
| Barrancos | 46,50 | 34,80 | 15,50    | 1 000    |
| Barrancos | 46,50 | 34,80 | 15,50    | 1 000    |

#### Assembleia Municipal
| Partido                 | Partido                        | Votos | %               | +/-   | Deputados | +/-     |
| ----------------------- | ------------------------------ | ----- | --------------- | ----- | --------- | ------- |
|                         | Coligação Democrática Unitária | 430   | 43,00 / 100,00  | 1,64  | 7 / 15    | Estável |
|                         | Partido Socialista             | 352   | 35,20 / 100,00  | 11,32 | 5 / 15    | 2       |
|                         | PSD-CDS                        | 176   | 17,60 / 100,00  | 8,19  | 3 / 15    | 2       |
| Votos Inválidos         | Votos Inválidos                | 42    | 4,20 / 100,00   | 1,48  |           |         |
| Total                   | Total                          | 1 000 | 100,00 / 100,00 |       | 15 / 15   |         |
| Eleitorado/Participação | Eleitorado/Participação        | 1 310 | 76,34 / 100,00  | 4,55  |           |         |

| Freguesia | %     | %     | %        | Votantes |
| Freguesia | CDU   | PS    | PSD- CDS | Votantes |
| --------- | ----- | ----- | -------- | -------- |
| Freguesia |       |       |          | Votantes |
| Barrancos | 43,00 | 35,20 | 17,60    | 1 000    |
| Barrancos | 43,00 | 35,20 | 17,60    | 1 000    |

#### Juntas de Freguesia
| Partido                 | Partido                        | Votos | %               | +/-  | Presidentes | +/-     | Mandatos | +/-     |
| ----------------------- | ------------------------------ | ----- | --------------- | ---- | ----------- | ------- | -------- | ------- |
|                         | Coligação Democrática Unitária | 438   | 43,80 / 100,00  | 2,71 | 1 / 1       | 1       | 4 / 9    | Estável |
|                         | Partido Socialista             | 392   | 39,20 / 100,00  | 5,51 | 0 / 1       | 1       | 4 / 9    | Estável |
|                         | PSD-CDS                        | 133   | 13,30 / 100,00  | 3,25 | 0 / 1       | Estável | 1 / 9    | Estável |
| Votos Inválidos         | Votos Inválidos                | 37    | 3,70 / 100,00   | 0,46 |             |         |          |         |
| Total                   | Total                          | 1 000 | 100,00 / 100,00 |      | 5 / 5       |         | 5 / 5    |         |
| Eleitorado/Participação | Eleitorado/Participação        | 1 310 | 76,34 / 100,00  | 4,55 |             |         |          |         |

| Freguesia | Partido Vencedor | Partido Vencedor               | %              | Mandatos |
| --------- | ---------------- | ------------------------------ | -------------- | -------- |
| Barrancos |                  | Coligação Democrática Unitária | 43,80 / 100,00 | 4 / 9    |

### Beja

#### Câmara Municipal
| Partido                 | Partido                        | Votos  | %               | +/-  | Vereadores | +/-     |
| ----------------------- | ------------------------------ | ------ | --------------- | ---- | ---------- | ------- |
|                         | Partido Socialista             | 6 336  | 39,14 / 100,00  | 7,11 | 3 / 7      | 1       |
|                         | Coligação Democrática Unitária | 5 317  | 32,84 / 100,00  | 4,77 | 3 / 7      | Estável |
|                         | PSD-CDS-PPM-IL-A               | 3 000  | 18,53 / 100,00  | -    | 1 / 7      | -       |
|                         | CHEGA                          | 880    | 5,44 / 100,00   | Novo | 0 / 7      | Novo    |
|                         | Bloco de Esquerda              | 274    | 1,69 / 100,00   | 1,74 | 0 / 7      | Estável |
| Votos Inválidos         | Votos Inválidos                | 382    | 2,36 / 100,00   | 1,79 |            |         |
| Total                   | Total                          | 16 189 | 100,00 / 100,00 |      | 7 / 7      |         |
| Eleitorado/Participação | Eleitorado/Participação        | 28 777 | 56,26 / 100,00  | 0,31 |            |         |

| Freguesia                                | %     | %     | %                    | %    | %    | Votantes |
| Freguesia                                | PS    | CDU   | PSD- CDS- PPM- IL- A | CH   | BE   | Votantes |
| ---------------------------------------- | ----- | ----- | -------------------- | ---- | ---- | -------- |
| Freguesia                                |       |       |                      |      |      | Votantes |
| Albernoa e Trindade                      | 52,50 | 37,72 | 5,19                 | 2,20 | 1,00 | 501      |
| Baleizão                                 | 33,06 | 54,08 | 4,29                 | 3,47 | 3,88 | 490      |
| Beja (Salvador e Santa Maria da Feira)   | 39,89 | 28,03 | 21,79                | 5,89 | 1,71 | 4 567    |
| Beja (Santiago Maior e São João Batista) | 35,13 | 28,58 | 26,39                | 5,92 | 1,75 | 6 302    |
| Beringel                                 | 52,76 | 28,07 | 10,58                | 4,75 | 0,92 | 652      |
| Cabeça Gorda                             | 34,32 | 55,38 | 3,09                 | 3,39 | 0,88 | 679      |
| Nossa Senhora das Neves                  | 33,73 | 48,07 | 7,70                 | 5,84 | 1,99 | 753      |
| Salvada e Quintos                        | 45,04 | 40,88 | 5,09                 | 4,16 | 1,61 | 746      |
| Santa Clara de Louredo                   | 37,89 | 50,26 | 6,32                 | 3,95 | 0,26 | 380      |
| Santa Vitória e Mombeja                  | 47,92 | 38,87 | 4,53                 | 4,91 | 2,45 | 530      |
| São Matias                               | 56,99 | 26,16 | 6,09                 | 7,89 | 1,79 | 279      |
| Trigaches e São Brissos                  | 48,71 | 27,74 | 14,19                | 5,81 | 1,29 | 310      |
| Beja                                     | 39,14 | 32,84 | 18,53                | 5,44 | 1,69 | 16 189   |

#### Assembleia Municipal
| Partido                 | Partido                        | Votos  | %               | +/-  | Deputados | +/-  |
| ----------------------- | ------------------------------ | ------ | --------------- | ---- | --------- | ---- |
|                         | Partido Socialista             | 6 130  | 37,86 / 100,00  | 5,60 | 9 / 21    | 1    |
|                         | Coligação Democrática Unitária | 5 342  | 33,00 / 100,00  | 3,72 | 8 / 21    | 1    |
|                         | PSD-CDS-PPM-IL-A               | 2 856  | 17,64 / 100,00  | -    | 4 / 21    | -    |
|                         | Bloco de Esquerda              | 391    | 2,42 / 100,00   | 2,16 | 0 / 21    | 1    |
|                         | CHEGA                          | 19     | 0,12 / 100,00   | Novo | 0 / 21    | Novo |
| Votos Inválidos         | Votos Inválidos                | 1 452  | 8,96 / 100,00   | 4,57 |           |      |
| Total                   | Total                          | 16 190 | 100,00 / 100,00 |      | 21 / 21   |      |
| Eleitorado/Participação | Eleitorado/Participação        | 28 777 | 56,26 / 100,00  | 0,32 |           |      |

| Freguesia                                | %     | %     | %                    | %    | %    | Votantes |
| Freguesia                                | PS    | CDU   | PSD- CDS- PPM- IL- A | BE   | CH   | Votantes |
| ---------------------------------------- | ----- | ----- | -------------------- | ---- | ---- | -------- |
| Freguesia                                |       |       |                      |      |      | Votantes |
| Albernoa e Trindade                      | 52,50 | 37,33 | 4,39                 | 1,60 | 0    | 501      |
| Baleizão                                 | 30,41 | 55,31 | 4,49                 | 4,90 | 3,88 | 490      |
| Beja (Salvador e Santa Maria da Feira)   | 37,90 | 29,08 | 20,67                | 2,56 | 0    | 4 567    |
| Beja (Santiago Maior e São João Batista) | 32,96 | 29,07 | 25,07                | 2,82 | 0    | 6 302    |
| Beringel                                 | 54,91 | 26,69 | 9,20                 | 1,07 | 0    | 652      |
| Cabeça Gorda                             | 36,23 | 51,84 | 3,53                 | 1,47 | 0    | 679      |
| Nossa Senhora das Neves                  | 33,95 | 47,75 | 8,75                 | 0,93 | 0    | 754      |
| Salvada e Quintos                        | 46,25 | 39,01 | 4,83                 | 1,74 | 0    | 746      |
| Santa Clara de Louredo                   | 37,11 | 50,79 | 6,32                 | 0,53 | 0    | 380      |
| Santa Vitória e Mombeja                  | 47,74 | 39,62 | 3,96                 | 2,64 | 0    | 530      |
| São Matias                               | 59,14 | 21,51 | 6,81                 | 2,51 | 0    | 279      |
| Trigaches e São Brissos                  | 47,10 | 27,10 | 12,26                | 1,29 | 0    | 310      |
| Beja                                     | 37,86 | 33,00 | 17,64                | 2,42 | 0,12 | 16 190   |

#### Juntas de Freguesia
| Partido                 | Partido                        | Votos  | %               | +/-  | Presidentes | +/-     | Mandatos  | +/-     |
| ----------------------- | ------------------------------ | ------ | --------------- | ---- | ----------- | ------- | --------- | ------- |
|                         | Partido Socialista             | 6 373  | 39,36 / 100,00  | 2,02 | 7 / 12      | 1       | 55 / 104  | 9       |
|                         | Coligação Democrática Unitária | 5 793  | 35,78 / 100,00  | 3,35 | 5 / 12      | Estável | 43 / 104  | 5       |
|                         | PSD-CDS-PPM-IL-A               | 2 514  | 15,53 / 100,00  | -    | 0 / 12      | -       | 6 / 104   | -       |
|                         | Bloco de Esquerda              | 311    | 1,92 / 100,00   | 1,77 | 0 / 12      | Estável | 0 / 104   | Estável |
|                         | CHEGA                          | 0      | 0,00 / 100,00   | Novo | 0 / 12      | Novo    | 0 / 104   | Novo    |
|                         | Grupo de Cidadãos              | 0      | 0,00 / 100,00   | 2,00 | 0 / 12      | 1       | 0 / 104   | 7       |
| Votos Inválidos         | Votos Inválidos                | 1 199  | 7,40 / 100,00   | 3,02 |             |         |           |         |
| Total                   | Total                          | 16 190 | 100,00 / 100,00 |      | 12 / 12     |         | 104 / 104 |         |
| Eleitorado/Participação | Eleitorado/Participação        | 28 777 | 56,26 / 100,00  | 0,32 |             |         |           |         |

| Freguesia                                | 2017-2021 | 2017-2021                      | 2017-2021      | 2021-2025 | 2021-2025                      | 2021-2025      |
| ---------------------------------------- | --------- | ------------------------------ | -------------- | --------- | ------------------------------ | -------------- |
| Albernoa e Trindade                      |           | Partido Socialista             | 48,81 / 100,00 |           | Partido Socialista             | 54,49 / 100,00 |
| Baleizão                                 |           | Coligação Democrática Unitária | 54,49 / 100,00 |           | Coligação Democrática Unitária | 60,20 / 100,00 |
| Beja (Salvador e Santa Maria da Feira)   |           | Partido Socialista             | 44,04 / 100,00 |           | Partido Socialista             | 37,84 / 100,00 |
| Beja (Santiago Maior e São João Batista) |           | Partido Socialista             | 39,29 / 100,00 |           | Coligação Democrática Unitária | 31,96 / 100,00 |
| Beringel                                 |           | Partido Socialista             | 64,52 / 100,00 |           | Partido Socialista             | 67,18 / 100,00 |
| Cabeça Gorda                             |           | Coligação Democrática Unitária | 67,54 / 100,00 |           | Coligação Democrática Unitária | 57,00 / 100,00 |
| Nossa Senhora das Neves                  |           | Coligação Democrática Unitária | 63,89 / 100,00 |           | Coligação Democrática Unitária | 59,28 / 100,00 |
| Salvada e Quintos                        |           | Coligação Democrática Unitária | 49,34 / 100,00 |           | Partido Socialista             | 57,37 / 100,00 |
| Santa Clara de Louredo                   |           | Coligação Democrática Unitária | 66,06 / 100,00 |           | Coligação Democrática Unitária | 60,26 / 100,00 |
| Santa Vitória e Mombeja                  |           | Coligação Democrática Unitária | 48,18 / 100,00 |           | Partido Socialista             | 50,38 / 100,00 |
| São Matias                               |           | Grupo de Cidadãos              | 58,02 / 100,00 |           | Partido Socialista             | 67,74 / 100,00 |
| Trigaches e São Brissos                  |           | Partido Socialista             | 41,35 / 100,00 |           | Partido Socialista             | 61,94 / 100,00 |

### Castro Verde

#### Câmara Municipal
| Partido                 | Partido                        | Votos | %               | +/-  | Vereadores | +/-     |
| ----------------------- | ------------------------------ | ----- | --------------- | ---- | ---------- | ------- |
|                         | Partido Socialista             | 2 309 | 58,43 / 100,00  | 7,57 | 3 / 5      | Estável |
|                         | Coligação Democrática Unitária | 1 411 | 35,70 / 100,00  | 6,70 | 2 / 5      | Estável |
|                         | CDS – Partido Popular          | 69    | 1,75 / 100,00   | -    | 0 / 5      | -       |
|                         | Bloco de Esquerda              | 54    | 1,37 / 100,00   | -    | 0 / 5      | -       |
| Votos Inválidos         | Votos Inválidos                | 109   | 2,56 / 100,00   | 1,61 |            |         |
| Total                   | Total                          | 3 952 | 100,00 / 100,00 |      | 5 / 5      |         |
| Eleitorado/Participação | Eleitorado/Participação        | 6 074 | 65,06 / 100,00  | 4,29 |            |         |

| Freguesia                | %     | %     | %    | %    | Votantes |
| Freguesia                | PS    | CDU   | CDS  | BE   | Votantes |
| ------------------------ | ----- | ----- | ---- | ---- | -------- |
| Freguesia                |       |       |      |      | Votantes |
| Castro Verde e Casével   | 60,01 | 33,75 | 1,84 | 1,49 | 2 883    |
| Entradas                 | 52,42 | 41,88 | 1,99 | 0,57 | 351      |
| Santa Bárbara de Padrões | 54,53 | 40,64 | 1,21 | 1,41 | 497      |
| São Marcos da Ataboeira  | 56,11 | 40,27 | 1,36 | 0,90 | 221      |
| Castro Verde             | 58,43 | 35,70 | 1,75 | 1,37 | 3 952    |

#### Assembleia Municipal
| Partido                 | Partido                        | Votos | %               | +/-  | Deputados | +/- |
| ----------------------- | ------------------------------ | ----- | --------------- | ---- | --------- | --- |
|                         | Partido Socialista             | 2 127 | 53,79 / 100,00  | 4,54 | 9 / 15    | 1   |
|                         | Coligação Democrática Unitária | 1 567 | 39,63 / 100,00  | 3,35 | 6 / 15    | 1   |
|                         | Bloco de Esquerda              | 113   | 2,86 / 100,00   | -    | 0 / 15    | -   |
| Votos Inválidos         | Votos Inválidos                | 147   | 3,71 / 100,00   | 0,35 |           |     |
| Total                   | Total                          | 3 954 | 100,00 / 100,00 |      | 15 / 15   |     |
| Eleitorado/Participação | Eleitorado/Participação        | 6 074 | 65,10 / 100,00  | 4,18 |           |     |

| Freguesia                | %     | %     | %    | Votantes |
| Freguesia                | PS    | CDU   | BE   | Votantes |
| ------------------------ | ----- | ----- | ---- | -------- |
| Freguesia                |       |       |      | Votantes |
| Castro Verde e Casével   | 55,22 | 37,85 | 3,15 | 2 885    |
| Entradas                 | 45,58 | 47,86 | 1,14 | 351      |
| Santa Bárbara de Padrões | 51,11 | 43,06 | 2,82 | 497      |
| São Marcos da Ataboeira  | 54,30 | 42,08 | 1,81 | 221      |
| Castro Verde             | 53,79 | 39,63 | 2,86 | 3 954    |

#### Juntas de Freguesia
| Partido                 | Partido                        | Votos | %               | +/-  | Presidentes | +/- | Mandatos | +/- |
| ----------------------- | ------------------------------ | ----- | --------------- | ---- | ----------- | --- | -------- | --- |
|                         | Partido Socialista             | 2 144 | 54,24 / 100,00  | 4,07 | 2 / 4       | 1   | 15 / 30  | 1   |
|                         | Coligação Democrática Unitária | 1 667 | 42,17 / 100,00  | 2,82 | 2 / 4       | 1   | 15 / 30  | 1   |
| Votos Inválidos         | Votos Inválidos                | 142   | 3,59 / 100,00   | 1,25 |             |     |          |     |
| Total                   | Total                          | 3 953 | 100,00 / 100,00 |      | 4 / 4       |     | 30 / 30  |     |
| Eleitorado/Participação | Eleitorado/Participação        | 6 074 | 65,08 / 100,00  | 4,16 |             |     |          |     |

| Freguesia                | Partido Vencedor | Partido Vencedor               | %              | Mandatos |
| ------------------------ | ---------------- | ------------------------------ | -------------- | -------- |
| Castro Verde e Casével   |                  | Partido Socialista             | 58,39 / 100,00 | 6 / 9    |
| Entradas                 |                  | Coligação Democrática Unitária | 68,38 / 100,00 | 5 / 7    |
| Santa Bárbara de Padrões |                  | Coligação Democrática Unitária | 49,50 / 100,00 | 4 / 7    |
| São Marcos da Ataboeira  |                  | Partido Socialista             | 56,11 / 100,00 | 4 / 7    |

### Cuba

#### Câmara Municipal
| Partido                 | Partido                        | Votos | %               | +/-  | Vereadores | +/-     |
| ----------------------- | ------------------------------ | ----- | --------------- | ---- | ---------- | ------- |
|                         | Coligação Democrática Unitária | 1 517 | 56,10 / 100,00  | 5,04 | 3 / 5      | Estável |
|                         | Partido Socialista             | 1 008 | 37,28 / 100,00  | 5,96 | 2 / 5      | Estável |
|                         | PSD-CDS-PPM                    | 58    | 2,14 / 100,00   | 0,54 | 0 / 5      | Estável |
| Votos Inválidos         | Votos Inválidos                | 121   | 4,47 / 100,00   | 1,45 |            |         |
| Total                   | Total                          | 2 704 | 100,00 / 100,00 |      | 5 / 5      |         |
| Eleitorado/Participação | Eleitorado/Participação        | 3 677 | 73,54 / 100,00  | 4,50 |            |         |

| Freguesia        | %     | %     | %             | Votantes |
| Freguesia        | CDU   | PS    | PSD- CDS- PPM | Votantes |
| ---------------- | ----- | ----- | ------------- | -------- |
| Freguesia        |       |       |               | Votantes |
| Cuba             | 54,22 | 38,32 | 2,41          | 1 824    |
| Faro do Alentejo | 66,58 | 31,00 | 1,35          | 371      |
| Vila Alva        | 57,03 | 34,54 | 1,20          | 249      |
| Vila Ruiva       | 53,46 | 41,54 | 2,31          | 260      |
| Cuba             | 56,10 | 37,28 | 2,14          | 2 704    |

#### Assembleia Municipal
| Partido                 | Partido                        | Votos | %               | +/-  | Deputados | +/-     |
| ----------------------- | ------------------------------ | ----- | --------------- | ---- | --------- | ------- |
|                         | Coligação Democrática Unitária | 1 475 | 54,55 / 100,00  | 3,16 | 9 / 15    | 1       |
|                         | Partido Socialista             | 1 034 | 38,24 / 100,00  | 4,80 | 6 / 15    | 1       |
|                         | PSD-CDS-PPM                    | 84    | 3,11 / 100,00   | 0,43 | 0 / 15    | Estável |
| Votos Inválidos         | Votos Inválidos                | 111   | 4,11 / 100,00   | 1,23 |           |         |
| Total                   | Total                          | 2 704 | 100,00 / 100,00 |      | 15 / 15   |         |
| Eleitorado/Participação | Eleitorado/Participação        | 3 677 | 73,54 / 100,00  | 4,50 |           |         |

| Freguesia        | %     | %     | %             | Votantes |
| Freguesia        | CDU   | PS    | PSD- CDS- PPM | Votantes |
| ---------------- | ----- | ----- | ------------- | -------- |
| Freguesia        |       |       |               | Votantes |
| Cuba             | 52,47 | 39,58 | 3,67          | 1 824    |
| Faro do Alentejo | 65,77 | 31,27 | 1,62          | 371      |
| Vila Alva        | 56,63 | 33,33 | 2,01          | 249      |
| Vila Ruiva       | 51,15 | 43,46 | 2,31          | 260      |
| Cuba             | 54,55 | 38,24 | 3,11          | 2 704    |

#### Juntas de Freguesia
| Partido                 | Partido                        | Votos | %               | +/-  | Presidentes | +/-     | Mandatos | +/-     |
| ----------------------- | ------------------------------ | ----- | --------------- | ---- | ----------- | ------- | -------- | ------- |
|                         | Coligação Democrática Unitária | 1 510 | 55,84 / 100,00  | 5,79 | 4 / 4       | Estável | 22 / 30  | 6       |
|                         | Partido Socialista             | 912   | 33,73 / 100,00  | 8,91 | 0 / 4       | Estável | 8 / 30   | 4       |
|                         | PSD-CDS-PPM                    | 47    | 1,74 / 100,00   | 0,14 | 0 / 4       | Estável | 0 / 30   | Estável |
| Votos Inválidos         | Votos Inválidos                | 235   | 8,69 / 100,00   | 6,04 |             |         |          |         |
| Total                   | Total                          | 2 704 | 100,00 / 100,00 |      | 4 / 4       |         | 30 / 30  |         |
| Eleitorado/Participação | Eleitorado/Participação        | 3 677 | 73,54 / 100,00  | 4,50 |             |         |          |         |

| Freguesia        | Partido Vencedor | Partido Vencedor               | %              | Mandatos |
| ---------------- | ---------------- | ------------------------------ | -------------- | -------- |
| Cuba             |                  | Coligação Democrática Unitária | 53,56 / 100,00 | 5 / 9    |
| Faro do Alentejo |                  | Coligação Democrática Unitária | 67,92 / 100,00 | 5 / 7    |
| Vila Alva        |                  | Coligação Democrática Unitária | 56,63 / 100,00 | 5 / 7    |
| Vila Ruiva       |                  | Coligação Democrática Unitária | 53,85 / 100,00 | 7 / 7    |

### Ferreira do Alentejo

##### Câmara Municipal
| Partido                 | Partido                        | Votos | %               | +/-   | Vereadores | +/-     |
| ----------------------- | ------------------------------ | ----- | --------------- | ----- | ---------- | ------- |
|                         | Partido Socialista             | 1 678 | 46,04 / 100,00  | 21,92 | 3 / 5      | 1       |
|                         | Coligação Democrática Unitária | 1 054 | 28,92 / 100,00  | 8,40  | 2 / 5      | 1       |
|                         | Bloco de Esquerda              | 309   | 8,48 / 100,00   | -     | 0 / 5      | -       |
|                         | CHEGA                          | 306   | 8,40 / 100,00   | Novo  | 0 / 5      | Novo    |
|                         | PSD-CDS                        | 129   | 3,54 / 100,00   | 4,01  | 0 / 5      | Estável |
| Votos Inválidos         | Votos Inválidos                | 169   | 4,63 / 100,00   | 0,66  |            |         |
| Total                   | Total                          | 3 645 | 100,00 / 100,00 |       | 5 / 5      |         |
| Eleitorado/Participação | Eleitorado/Participação        | 6 399 | 56,96 / 100,00  | 2,96  |            |         |

| Freguesia               | %     | %     | %     | %    | %        | Votantes |
| Freguesia               | PS    | CDU   | BE    | CH   | PSD- CDS | Votantes |
| ----------------------- | ----- | ----- | ----- | ---- | -------- | -------- |
| Freguesia               |       |       |       |      |          | Votantes |
| Alfundão e Peroguarda   | 53,50 | 21,54 | 10,95 | 6,64 | 3,23     | 557      |
| Ferreira do Alentejo    | 40,05 | 30,84 | 10,59 | 9,61 | 4,33     | 2 030    |
| Figueira dos Cavaleiros | 50,61 | 33,13 | 3,16  | 7,16 | 2,18     | 824      |
| Odivelas                | 64,10 | 14,96 | 2,99  | 6,41 | 2,14     | 234      |
| Ferreira do Alentejo    | 46,04 | 28,92 | 8,48  | 8,40 | 3,54     | 3 645    |

#### Assembleia Municipal
| Partido                 | Partido                        | Votos | %               | +/-   | Deputados | +/-  |
| ----------------------- | ------------------------------ | ----- | --------------- | ----- | --------- | ---- |
|                         | Partido Socialista             | 1 656 | 45,43 / 100,00  | 18,48 | 8 / 15    | 2    |
|                         | Coligação Democrática Unitária | 1 033 | 28,34 / 100,00  | 3,80  | 5 / 15    | 1    |
|                         | Bloco de Esquerda              | 333   | 9,14 / 100,00   | -     | 1 / 15    | -    |
|                         | CHEGA                          | 292   | 8,01 / 100,00   | Novo  | 1 / 15    | Novo |
|                         | PSD-CDS                        | 137   | 3,76 / 100,00   | 3,27  | 0 / 15    | 1    |
| Votos Inválidos         | Votos Inválidos                | 194   | 5,32 / 100,00   | 0,81  |           |      |
| Total                   | Total                          | 3 645 | 100,00 / 100,00 |       | 15 / 15   |      |
| Eleitorado/Participação | Eleitorado/Participação        | 6 399 | 56,96 / 100,00  | 2,96  |           |      |

| Freguesia               | %     | %     | %     | %    | %        | Votantes |
| Freguesia               | PS    | CDU   | BE    | CH   | PSD- CDS | Votantes |
| ----------------------- | ----- | ----- | ----- | ---- | -------- | -------- |
| Freguesia               |       |       |       |      |          | Votantes |
| Alfundão e Peroguarda   | 53,14 | 20,29 | 11,13 | 7,18 | 2,69     | 557      |
| Ferreira do Alentejo    | 39,06 | 30,49 | 11,38 | 9,26 | 4,73     | 2 030    |
| Figueira dos Cavaleiros | 51,09 | 32,52 | 3,88  | 5,83 | 2,18     | 824      |
| Odivelas                | 62,39 | 14,10 | 3,42  | 6,84 | 3,42     | 234      |
| Ferreira do Alentejo    | 45,45 | 28,34 | 9,14  | 8,01 | 3,76     | 3 645    |

#### Juntas de Freguesia
| Partido                 | Partido                        | Votos | %               | +/-   | Presidentes | +/-     | Mandatos | +/-  |
| ----------------------- | ------------------------------ | ----- | --------------- | ----- | ----------- | ------- | -------- | ---- |
|                         | Partido Socialista             | 1 935 | 53,09 / 100,00  | 10,87 | 4 / 4       | Estável | 21 / 32  | 3    |
|                         | Coligação Democrática Unitária | 1 203 | 33,00 / 100,00  | 6,58  | 0 / 4       | Estável | 9 / 32   | 1    |
|                         | CHEGA                          | 220   | 6,04 / 100,00   | Novo  | 0 / 4       | Novo    | 1 / 32   | Novo |
|                         | Bloco de Esquerda              | 88    | 2,41 / 100,00   | -     | 0 / 4       | -       | 1 / 32   | -    |
| Votos Inválidos         | Votos Inválidos                | 199   | 5,46 / 100,00   | 1,20  |             |         |          |      |
| Total                   | Total                          | 3 645 | 100,00 / 100,00 |       | 4 / 4       |         | 32 / 32  |      |
| Eleitorado/Participação | Eleitorado/Participação        | 6 399 | 56,96 / 100,00  | 2,96  |             |         |          |      |

| Freguesia               | Partido Vencedor | Partido Vencedor   | %              | Mandatos |
| ----------------------- | ---------------- | ------------------ | -------------- | -------- |
| Alfundão e Peroguarda   |                  | Partido Socialista | 56,73 / 100,00 | 5 / 7    |
| Ferreira do Alentejo    |                  | Partido Socialista | 48,47 / 100,00 | 5 / 9    |
| Figueira dos Cavaleiros |                  | Partido Socialista | 55,95 / 100,00 | 5 / 9    |
| Odivelas                |                  | Partido Socialista | 74,36 / 100,00 | 6 / 7    |

### Mértola

#### Câmara Municipal
| Partido                 | Partido                                  | Votos | %               | +/-   | Vereadores | +/-  |
| ----------------------- | ---------------------------------------- | ----- | --------------- | ----- | ---------- | ---- |
|                         | Partido Socialista                       | 2 449 | 57,61 / 100,00  | 3,96  | 4 / 5      | 1    |
|                         | Coligação Democrática Unitária           | 1 128 | 26,53 / 100,00  | 11,12 | 1 / 5      | 1    |
|                         | NC-RIR                                   | 382   | 8,99 / 100,00   | Novo  | 0 / 5      | Novo |
|                         | Movimento Cidadãos a Direito por Mértola | 103   | 2,42 / 100,00   | Novo  | 0 / 5      | Novo |
|                         | CHEGA                                    | 51    | 1,20 / 100,00   | Novo  | 0 / 5      | Novo |
| Votos Inválidos         | Votos Inválidos                          | 138   | 3,25 / 100,00   | 0,98  |            |      |
| Total                   | Total                                    | 4 251 | 100,00 / 100,00 |       | 5 / 5      |      |
| Eleitorado/Participação | Eleitorado/Participação                  | 5 853 | 72,63 / 100,00  | 0,14  |            |      |

| Freguesia                 | %     | %     | %       | %    | %    | Votantes |
| Freguesia                 | PS    | CDU   | NC- RIR | MCDM | CH   | Votantes |
| ------------------------- | ----- | ----- | ------- | ---- | ---- | -------- |
| Freguesia                 |       |       |         |      |      | Votantes |
| Alcaria Ruiva             | 62,53 | 25,06 | 5,54    | 3,55 | 0,67 | 451      |
| Corte do Pinto            | 61,80 | 24,38 | 6,33    | 1,54 | 1,34 | 521      |
| Espírito Santo            | 64,85 | 25,52 | 3,77    | 3,35 | 0,84 | 239      |
| Mértola                   | 52,59 | 26,97 | 13,57   | 2,85 | 0,93 | 1 717    |
| São Miguel do Pinheiro    | 64,59 | 25,29 | 4,86    | 1,36 | 0,78 | 514      |
| Santana de Cambas         | 62,39 | 23,29 | 6,62    | 0,85 | 2,78 | 468      |
| São João dos Caldeireiros | 47,80 | 36,66 | 7,62    | 3,23 | 1,76 | 341      |
| Mértola                   | 57,61 | 26,53 | 8,99    | 2,42 | 1,20 | 4 251    |

#### Assembleia Municipal
| Partido                 | Partido                                  | Votos | %               | +/-  | Deputados | +/-     |
| ----------------------- | ---------------------------------------- | ----- | --------------- | ---- | --------- | ------- |
|                         | Partido Socialista                       | 2 364 | 55,62 / 100,00  | 2,19 | 9 / 15    | Estável |
|                         | Coligação Democrática Unitária           | 1 419 | 33,39 / 100,00  | 8,12 | 6 / 15    | Estável |
|                         | Movimento Cidadãos a Direito por Mértola | 215   | 5,06 / 100,00   | Novo | 0 / 15    | Novo    |
| Votos Inválidos         | Votos Inválidos                          | 252   | 5,93 / 100,00   | 0,87 |           |         |
| Total                   | Total                                    | 4 250 | 100,00 / 100,00 |      | 15 / 15   |         |
| Eleitorado/Participação | Eleitorado/Participação                  | 5 853 | 72,61 / 100,00  | 0,19 |           |         |

| Freguesia                 | %     | %     | %    | Votantes |
| Freguesia                 | PS    | CDU   | MCDM | Votantes |
| ------------------------- | ----- | ----- | ---- | -------- |
| Freguesia                 |       |       |      | Votantes |
| Alcaria Ruiva             | 60,09 | 29,71 | 5,76 | 451      |
| Corte do Pinto            | 59,69 | 29,75 | 5,18 | 521      |
| Espírito Santo            | 60,25 | 31,80 | 5,02 | 239      |
| Mértola                   | 50,44 | 36,11 | 6,41 | 1 717    |
| São Miguel do Pinheiro    | 64,40 | 28,21 | 2,72 | 514      |
| Santana de Cambas         | 61,03 | 29,12 | 2,78 | 467      |
| São João dos Caldeireiros | 45,75 | 44,87 | 3,81 | 341      |
| Mértola                   | 55,62 | 33,39 | 5,06 | 4 250    |

#### Juntas de Freguesia
| Partido                 | Partido                        | Votos | %               | +/-   | Presidentes | +/- | Mandatos | +/- |
| ----------------------- | ------------------------------ | ----- | --------------- | ----- | ----------- | --- | -------- | --- |
|                         | Coligação Democrática Unitária | 1 698 | 39,65 / 100,00  | 2,49  | 2 / 7       | 1   | 24 / 51  | 2   |
|                         | Partido Socialista             | 1 602 | 37,69 / 100,00  | 15,59 | 5 / 7       | 1   | 27 / 51  | 2   |
| Votos Inválidos         | Votos Inválidos                | 950   | 22,35 / 100,00  | 17,77 |             |     |          |     |
| Total                   | Total                          | 4 250 | 100,00 / 100,00 |       | 7 / 7       |     | 51 / 51  |     |
| Eleitorado/Participação | Eleitorado/Participação        | 5 853 | 72,61 / 100,00  | 0,16  |             |     |          |     |

| Freguesia                 | Partido Vencedor | Partido Vencedor               | %              | Mandatos |
| ------------------------- | ---------------- | ------------------------------ | -------------- | -------- |
| Alcaria Ruiva             |                  | Partido Socialista             | 69,84 / 100,00 | 5 / 7    |
| Corte do Pinto            |                  | Partido Socialista             | 62,76 / 100,00 | 5 / 7    |
| Espírito Santo            |                  | Partido Socialista             | 56,90 / 100,00 | 4 / 7    |
| Mértola                   |                  | Coligação Democrática Unitária | 50,38 / 100,00 | 9 / 9    |
| São Miguel do Pinheiro    |                  | Partido Socialista             | 68,29 / 100,00 | 5 / 7    |
| Santana de Cambas         |                  | Partido Socialista             | 68,09 / 100,00 | 5 / 7    |
| São João dos Caldeireiros |                  | Coligação Democrática Unitária | 49,85 / 100,00 | 4 / 7    |

### Moura

#### Câmara Municipal
| Partido                 | Partido                        | Votos  | %               | +/-  | Vereadores | +/-     |
| ----------------------- | ------------------------------ | ------ | --------------- | ---- | ---------- | ------- |
|                         | Partido Socialista             | 2 813  | 40,31 / 100,00  | 8,03 | 3 / 7      | 1       |
|                         | Coligação Democrática Unitária | 2 719  | 38,97 / 100,00  | 0,36 | 3 / 7      | Estável |
|                         | CHEGA                          | 1 001  | 14,35 / 100,00  | Novo | 1 / 7      | Novo    |
|                         | PSD-CDS-A                      | 262    | 3,75 / 100,00   | -    | 0 / 7      | -       |
| Votos Inválidos         | Votos Inválidos                | 183    | 2,62 / 100,00   | 0,55 |            |         |
| Total                   | Total                          | 6 978  | 100,00 / 100,00 |      | 7 / 7      |         |
| Eleitorado/Participação | Eleitorado/Participação        | 12 022 | 58,04 / 100,00  | 4,85 |            |         |

| Freguesia                                         | %     | %     | %     | %           | Votantes |
| Freguesia                                         | PS    | CDU   | CH    | PSD- CDS- A | Votantes |
| ------------------------------------------------- | ----- | ----- | ----- | ----------- | -------- |
| Freguesia                                         |       |       |       |             | Votantes |
| Amareleja                                         | 34,90 | 43,63 | 14,57 | 2,53        | 1 146    |
| Póvoa de São Miguel                               | 47,05 | 22,50 | 23,64 | 3,86        | 440      |
| Safara e Santo Aleixo da Restauração              | 43,27 | 35,44 | 14,97 | 3,39        | 855      |
| Santo Agostinho e São João Batista e Santo Amador | 41,21 | 38,57 | 13,74 | 4,42        | 4 026    |
| Sobral da Adiça                                   | 34,64 | 51,66 | 9,59  | 1,76        | 511      |
| Moura                                             | 40,31 | 38,97 | 14,35 | 3,75        | 6 978    |

#### Assembleia Municipal
| Partido                 | Partido                        | Votos  | %               | +/-   | Deputados | +/-  |
| ----------------------- | ------------------------------ | ------ | --------------- | ----- | --------- | ---- |
|                         | Partido Socialista             | 2 440  | 34,97 / 100,00  | 11,91 | 8 / 21    | 2    |
|                         | Coligação Democrática Unitária | 2 322  | 33,28 / 100,00  | 6,58  | 7 / 21    | 2    |
|                         | CHEGA                          | 1 766  | 25,31 / 100,00  | Novo  | 6 / 21    | Novo |
|                         | PSD-CDS-A                      | 256    | 3,67 / 100,00   | -     | 0 / 21    | -    |
| Votos Inválidos         | Votos Inválidos                | 193    | 2,76 / 100,00   | 0,52  |           |      |
| Total                   | Total                          | 6 977  | 100,00 / 100,00 |       | 21 / 21   |      |
| Eleitorado/Participação | Eleitorado/Participação        | 12 022 | 58,04 / 100,00  | 4,84  |           |      |

| Freguesia                                         | %     | %     | %     | %           | Votantes |
| Freguesia                                         | PS    | CDU   | CH    | PSD- CDS- A | Votantes |
| ------------------------------------------------- | ----- | ----- | ----- | ----------- | -------- |
| Freguesia                                         |       |       |       |             | Votantes |
| Amareleja                                         | 28,62 | 41,27 | 23,04 | 2,88        | 1 146    |
| Póvoa de São Miguel                               | 44,09 | 17,05 | 31,59 | 4,55        | 440      |
| Safara e Santo Aleixo da Restauração              | 41,33 | 31,97 | 20,37 | 3,04        | 854      |
| Santo Agostinho e São João Batista e Santo Amador | 34,97 | 31,37 | 27,20 | 4,22        | 4 026    |
| Sobral da Adiça                                   | 30,72 | 46,58 | 18,40 | 1,37        | 511      |
| Moura                                             | 34,97 | 33,28 | 25,51 | 3,67        | 6 977    |

#### Juntas de Freguesia
| Partido                 | Partido                        | Votos  | %               | +/-  | Presidentes | +/-     | Mandatos | +/-     |
| ----------------------- | ------------------------------ | ------ | --------------- | ---- | ----------- | ------- | -------- | ------- |
|                         | Partido Socialista             | 2 565  | 36,76 / 100,00  | 3,83 | 3 / 5       | Estável | 17 / 45  | 4       |
|                         | Coligação Democrática Unitária | 2 562  | 36,72 / 100,00  | 2,66 | 1 / 5       | Estável | 17 / 45  | Estável |
|                         | PSD-CDS-A                      | 830    | 11,89 / 100,00  | -    | 0 / 5       | -       | 3 / 45   | -       |
|                         | Grupo de Cidadãos              | 532    | 7,62 / 100,00   | 0,66 | 1 / 5       | Estável | 5 / 45   | Estável |
|                         | CHEGA                          | 249    | 3,57 / 100,00   | Novo | 0 / 5       | Novo    | 3 / 45   | Novo    |
| Votos Inválidos         | Votos Inválidos                | 240    | 3,44 / 100,00   | 0,19 |             |         |          |         |
| Total                   | Total                          | 6 978  | 100,00 / 100,00 |      | 5 / 5       |         | 45 / 45  |         |
| Eleitorado/Participação | Eleitorado/Participação        | 12 022 | 58,04 / 100,00  | 4,83 |             |         |          |         |

| Freguesia                                         | Partido Vencedor | Partido Vencedor               | %              | Mandatos |
| ------------------------------------------------- | ---------------- | ------------------------------ | -------------- | -------- |
| Amareleja                                         |                  | Grupo de Cidadãos              | 46,42 / 100,00 | 5 / 9    |
| Póvoa de São Miguel                               |                  | Partido Socialista             | 48,86 / 100,00 | 4 / 7    |
| Safara e Santo Aleixo da Restauração              |                  | Partido Socialista             | 45,03 / 100,00 | 4 / 9    |
| Santo Agostinho e São João Batista e Santo Amador |                  | Partido Socialista             | 44,26 / 100,00 | 6 / 13   |
| Sobral da Adiça                                   |                  | Coligação Democrática Unitária | 59,10 / 100,00 | 4 / 7    |

### Odemira

#### Câmara Municipal
| Partido                 | Partido                        | Votos  | %               | +/-  | Vereadores | +/-     |
| ----------------------- | ------------------------------ | ------ | --------------- | ---- | ---------- | ------- |
|                         | Partido Socialista             | 5 577  | 46,66 / 100,00  | 9,03 | 5 / 7      | Estável |
|                         | Coligação Democrática Unitária | 3 276  | 27,41 / 100,00  | 4,05 | 2 / 7      | Estável |
|                         | Bloco de Esquerda              | 788    | 6,59 / 100,00   | 1,56 | 0 / 7      | Estável |
|                         | PSD-CDS                        | 755    | 6,32 / 100,00   | -    | 0 / 7      | -       |
|                         | Iniciativa Liberal             | 533    | 4,46 / 100,00   | Novo | 0 / 7      | Novo    |
|                         | CHEGA                          | 426    | 3,56 / 100,00   | Novo | 0 / 7      | Novo    |
| Votos Inválidos         | Votos Inválidos                | 597    | 5,00 / 100,00   | 0,23 |            |         |
| Total                   | Total                          | 11 952 | 100,00 / 100,00 |      | 7 / 7      |         |
| Eleitorado/Participação | Eleitorado/Participação        | 20 351 | 58,73 / 100,00  | 3,90 |            |         |

| Freguesia                  | %     | %     | %     | %        | %     | %    | Votantes |
| Freguesia                  | PS    | CDU   | BE    | PSD- CDS | IL    | CH   | Votantes |
| -------------------------- | ----- | ----- | ----- | -------- | ----- | ---- | -------- |
| Freguesia                  |       |       |       |          |       |      | Votantes |
| Boavista dos Pinheiros     | 54,94 | 25,98 | 4,71  | 3,79     | 3,91  | 2,99 | 870      |
| Colos                      | 49,01 | 18,13 | 13,11 | 3,23     | 6,10  | 4,67 | 557      |
| Longueira / Almograve      | 45,02 | 19,57 | 4,27  | 4,98     | 15,48 | 6,05 | 562      |
| Luzianes-Gare              | 19,58 | 67,92 | 5,42  | 0,83     | 1,67  | 0,42 | 240      |
| Relíquias                  | 41,96 | 37,65 | 10,20 | 1,37     | 3,92  | 1,18 | 510      |
| Saboia                     | 54,24 | 25,00 | 5,13  | 6,25     | 0,67  | 2,90 | 448      |
| Santa Clara-a-Velha        | 57,97 | 19,49 | 3,54  | 8,10     | 2,28  | 2,28 | 395      |
| São Luís                   | 37,03 | 39,04 | 7,18  | 8,13     | 1,91  | 2,68 | 1 045    |
| São Martinho das Amoreiras | 68,59 | 13,89 | 4,91  | 4,06     | 1,50  | 2,56 | 468      |
| São Salvador e Santa Maria | 30,47 | 46,90 | 4,14  | 7,12     | 3,23  | 2,33 | 1 546    |
| São Teotónio               | 54,33 | 22,90 | 5,43  | 4,43     | 5,11  | 2,98 | 2 485    |
| Vale de Santiago           | 55,07 | 25,72 | 2,36  | 3,44     | 2,17  | 5,43 | 552      |
| Vila Nova de Milfontes     | 44,28 | 16,97 | 10,47 | 11,61    | 5,54  | 5,76 | 2 274    |
| Odemira                    | 46,66 | 27,41 | 6,59  | 6,32     | 4,46  | 3,56 | 11 952   |

#### Assembleia Municipal
| Partido                 | Partido                        | Votos  | %               | +/-  | Deputados | +/-     |
| ----------------------- | ------------------------------ | ------ | --------------- | ---- | --------- | ------- |
|                         | Partido Socialista             | 5 483  | 45,88 / 100,00  | 6,70 | 11 / 21   | 1       |
|                         | Coligação Democrática Unitária | 3 138  | 26,26 / 100,00  | 1,08 | 6 / 21    | Estável |
|                         | PSD-CDS                        | 1 029  | 8,61 / 100,00   | -    | 2 / 21    | -       |
|                         | Bloco de Esquerda              | 911    | 7,62 / 100,00   | 0,90 | 1 / 21    | Estável |
|                         | Iniciativa Liberal             | 728    | 6,09 / 100,00   | Novo | 1 / 21    | Novo    |
| Votos Inválidos         | Votos Inválidos                | 663    | 5,55 / 100,00   | 0,48 |           |         |
| Total                   | Total                          | 11 952 | 100,00 / 100,00 |      | 21 / 21   |         |
| Eleitorado/Participação | Eleitorado/Participação        | 20 351 | 58,73 / 100,00  | 3,76 |           |         |

| Freguesia                  | %     | %     | %        | %     | %     | Votantes |
| Freguesia                  | PS    | CDU   | PSD- CDS | BE    | IL    | Votantes |
| -------------------------- | ----- | ----- | -------- | ----- | ----- | -------- |
| Freguesia                  |       |       |          |       |       | Votantes |
| Boavista dos Pinheiros     | 55,68 | 23,42 | 6,43     | 4,82  | 5,28  | 871      |
| Colos                      | 49,64 | 17,81 | 4,50     | 12,95 | 8,63  | 556      |
| Longueira / Almograve      | 45,20 | 15,30 | 9,43     | 4,63  | 19,93 | 562      |
| Luzianes-Gare              | 17,50 | 68,33 | 1,25     | 6,25  | 0,83  | 240      |
| Relíquias                  | 40,20 | 38,04 | 1,57     | 11,96 | 4,71  | 510      |
| Saboia                     | 54,24 | 23,88 | 8,04     | 6,47  | 1,34  | 448      |
| Santa Clara-a-Velha        | 61,27 | 17,97 | 6,84     | 3,54  | 2,28  | 395      |
| São Luís                   | 34,83 | 40,19 | 10,43    | 7,08  | 3,73  | 1 045    |
| São Martinho das Amoreiras | 68,80 | 12,61 | 5,34     | 4,70  | 3,21  | 468      |
| São Salvador e Santa Maria | 30,47 | 43,60 | 9,51     | 5,43  | 5,17  | 1 546    |
| São Teotónio               | 53,16 | 22,09 | 5,92     | 6,16  | 6,84  | 2 485    |
| Vale de Santiago           | 53,99 | 27,17 | 6,88     | 3,08  | 3,08  | 552      |
| Vila Nova de Milfontes     | 42,22 | 15,88 | 15,61    | 13,28 | 7,04  | 2 274    |
| Odemira                    | 45,88 | 26,26 | 8,61     | 7,62  | 6,09  | 11 952   |

#### Juntas de Freguesia
| Partido                 | Partido                        | Votos  | %               | +/-  | Presidentes | +/-     | Mandatos  | +/-  |
| ----------------------- | ------------------------------ | ------ | --------------- | ---- | ----------- | ------- | --------- | ---- |
|                         | Partido Socialista             | 6 090  | 50,94 / 100,00  | 1,71 | 9 / 13      | Estável | 60 / 101  | 1    |
|                         | Coligação Democrática Unitária | 3 300  | 27,60 / 100,00  | 0,33 | 4 / 13      | Estável | 34 / 101  | 1    |
|                         | PSD-CDS                        | 709    | 5,93 / 100,00   | -    | 0 / 13      | -       | 2 / 101   | -    |
|                         | Bloco de Esquerda              | 640    | 5,35 / 100,00   | 2,03 | 0 / 13      | Estável | 1 / 101   | 1    |
|                         | Grupo de Cidadãos              | 283    | 2,37 / 100,00   | 0,01 | 0 / 13      | Estável | 1 / 101   | 2    |
|                         | Iniciativa Liberal             | 251    | 2,10 / 100,00   | Novo | 0 / 13      | Novo    | 3 / 101   | Novo |
|                         | CHEGA                          | 106    | 0,89 / 100,00   | Novo | 0 / 13      | Novo    | 0 / 101   | Novo |
| Votos Inválidos         | Votos Inválidos                | 576    | 4,82 / 100,00   | 0,60 |             |         |           |      |
| Total                   | Total                          | 11 955 | 100,00 / 100,00 |      | 13 / 13     |         | 101 / 101 | 2    |
| Eleitorado/Participação | Eleitorado/Participação        | 20 351 | 58,74 / 100,00  | 3,90 |             |         |           |      |

| Freguesia                  | Partido Vencedor | Partido Vencedor               | %              | Mandatos |
| -------------------------- | ---------------- | ------------------------------ | -------------- | -------- |
| Boavista dos Pinheiros     |                  | Partido Socialista             | 78,53 / 100,00 | 8 / 9    |
| Colos                      |                  | Partido Socialista             | 56,37 / 100,00 | 5 / 7    |
| Longueira / Almograve      |                  | Partido Socialista             | 48,75 / 100,00 | 4 / 7    |
| Luzianes-Gare              |                  | Coligação Democrática Unitária | 78,33 / 100,00 | 6 / 7    |
| Relíquias                  |                  | Coligação Democrática Unitária | 55,88 / 100,00 | 4 / 7    |
| Saboia                     |                  | Partido Socialista             | 60,44 / 100,00 | 5 / 7    |
| Santa Clara-a-Velha        |                  | Partido Socialista             | 76,20 / 100,00 | 6 / 7    |
| São Luís                   |                  | Coligação Democrática Unitária | 46,03 / 100,00 | 5 / 9    |
| São Martinho das Amoreiras |                  | Partido Socialista             | 79,70 / 100,00 | 6 / 7    |
| São Salvador e Santa Maria |                  | Coligação Democrática Unitária | 59,06 / 100,00 | 7 / 9    |
| São Teotónio               |                  | Partido Socialista             | 63,06 / 100,00 | 7 / 9    |
| Vale de Santiago           |                  | Partido Socialista             | 61,78 / 100,00 | 5 / 7    |
| Vila Nova de Milfontes     |                  | Partido Socialista             | 42,83 / 100,00 | 5 / 9    |

### Ourique

#### Câmara Municipal
| Partido                 | Partido                        | Votos | %               | +/-   | Vereadores | +/-     |
| ----------------------- | ------------------------------ | ----- | --------------- | ----- | ---------- | ------- |
|                         | Partido Socialista             | 1 740 | 53,10 / 100,00  | 9,21  | 3 / 5      | 1       |
|                         | Partido Social Democrata       | 1 178 | 35,95 / 100,00  | 14,19 | 2 / 5      | 1       |
|                         | Coligação Democrática Unitária | 149   | 4,55 / 100,00   | 7,33  | 0 / 5      | Estável |
|                         | CHEGA                          | 105   | 3,20 / 100,00   | Novo  | 0 / 5      | Novo    |
| Votos Inválidos         | Votos Inválidos                | 105   | 3,20 / 100,00   | 0,84  |            |         |
| Total                   | Total                          | 3 277 | 100,00 / 100,00 |       | 5 / 5      |         |
| Eleitorado/Participação | Eleitorado/Participação        | 4 295 | 76,30 / 100,00  | 0,01  |            |         |

| Freguesia            | %     | %     | %     | %    | Votantes |
| Freguesia            | PS    | PSD   | CDU   | CH   | Votantes |
| -------------------- | ----- | ----- | ----- | ---- | -------- |
| Freguesia            |       |       |       |      | Votantes |
| Garvão e Santa Luzia | 55,33 | 27,58 | 7,61  | 5,75 | 591      |
| Ourique              | 51,25 | 40,12 | 3,15  | 3,26 | 1 842    |
| Panoias e Conceição  | 51,59 | 32,80 | 10,32 | 1,59 | 378      |
| Santana da Serra     | 58,80 | 32,62 | 1,50  | 1,07 | 466      |
| Ourique              | 53,10 | 35,95 | 4,55  | 3,20 | 3 277    |

#### Assembleia Municipal
| Partido                 | Partido                        | Votos | %               | +/-   | Deputados | +/-  |
| ----------------------- | ------------------------------ | ----- | --------------- | ----- | --------- | ---- |
|                         | Partido Socialista             | 1 732 | 52,84 / 100,00  | 5,35  | 9 / 15    | 1    |
|                         | Partido Social Democrata       | 1 108 | 33,80 / 100,00  | 10,69 | 5 / 15    | 2    |
|                         | Coligação Democrática Unitária | 191   | 5,83 / 100,00   | 7,74  | 1 / 15    | 1    |
|                         | CHEGA                          | 119   | 3,63 / 100,00   | Novo  | 0 / 15    | Novo |
| Votos Inválidos         | Votos Inválidos                | 128   | 3,90 / 100,00   | 1,22  |           |      |
| Total                   | Total                          | 3 278 | 100,00 / 100,00 |       | 15 / 15   |      |
| Eleitorado/Participação | Eleitorado/Participação        | 4 295 | 76,32 / 100,00  | 0,01  |           |      |

| Freguesia            | %     | %     | %     | %    | Votantes |
| Freguesia            | PS    | PSD   | CDU   | CH   | Votantes |
| -------------------- | ----- | ----- | ----- | ---- | -------- |
| Freguesia            |       |       |       |      | Votantes |
| Garvão e Santa Luzia | 52,79 | 23,52 | 11,68 | 6,43 | 591      |
| Ourique              | 51,17 | 38,52 | 3,85  | 3,42 | 1 843    |
| Panoias e Conceição  | 52,38 | 30,16 | 11,64 | 2,12 | 378      |
| Santana da Serra     | 59,87 | 31,12 | 1,50  | 2,15 | 466      |
| Ourique              | 52,84 | 33,80 | 5,83  | 3,63 | 3 278    |

#### Juntas de Freguesia
| Partido                 | Partido                        | Votos | %               | +/-  | Presidentes | +/-     | Mandatos | +/-     |
| ----------------------- | ------------------------------ | ----- | --------------- | ---- | ----------- | ------- | -------- | ------- |
|                         | Partido Socialista             | 1 861 | 56,79 / 100,00  | 0,88 | 4 / 4       | Estável | 19 / 30  | Estável |
|                         | Partido Social Democrata       | 992   | 30,27 / 100,00  | 4,35 | 0 / 4       | Estável | 9 / 30   | Estável |
|                         | Coligação Democrática Unitária | 197   | 6,01 / 100,00   | 5,47 | 0 / 4       | Estável | 2 / 30   | Estável |
|                         | CHEGA                          | 100   | 3,05 / 100,00   | Novo | 0 / 4       | Novo    | 0 / 30   | Novo    |
| Votos Inválidos         | Votos Inválidos                | 127   | 3,87 / 100,00   | 0,06 |             |         |          |         |
| Total                   | Total                          | 3 277 | 100,00 / 100,00 |      | 4 / 4       |         | 30 / 30  |         |
| Eleitorado/Participação | Eleitorado/Participação        | 4 295 | 76,30 / 100,00  | 0,01 |             |         |          |         |

| Freguesia            | Partido Vencedor | Partido Vencedor   | %              | Mandatos |
| -------------------- | ---------------- | ------------------ | -------------- | -------- |
| Garvão e Santa Luzia |                  | Partido Socialista | 50,42 / 100,00 | 4 / 7    |
| Ourique              |                  | Partido Socialista | 57,76 / 100,00 | 6 / 9    |
| Panoias e Conceição  |                  | Partido Socialista | 54,76 / 100,00 | 4 / 7    |
| Santana da Serra     |                  | Partido Socialista | 62,66 / 100,00 | 5 / 7    |

### Serpa

#### Câmara Municipal
| Partido                 | Partido                        | Votos  | %               | +/-  | Vereadores | +/-     |
| ----------------------- | ------------------------------ | ------ | --------------- | ---- | ---------- | ------- |
|                         | Coligação Democrática Unitária | 3 058  | 43,07 / 100,00  | 5,97 | 4 / 7      | Estável |
|                         | Partido Socialista             | 2 201  | 31,00 / 100,00  | 1,20 | 2 / 7      | 1       |
|                         | CHEGA                          | 1 063  | 14,97 / 100,00  | Novo | 1 / 7      | Novo    |
|                         | PSD-CDS                        | 320    | 4,51 / 100,00   | 3,47 | 0 / 7      | Estável |
|                         | Bloco de Esquerda              | 170    | 2,39 / 100,00   | 0,59 | 0 / 7      | Estável |
| Votos Inválidos         | Votos Inválidos                | 288    | 4,05 / 100,00   | 0,34 |            |         |
| Total                   | Total                          | 7 100  | 100,00 / 100,00 |      | 7 / 7      |         |
| Eleitorado/Participação | Eleitorado/Participação        | 12 488 | 56,85 / 100,00  | 2,54 |            |         |

| Freguesia                              | %     | %     | %     | %        | %    | Votantes |
| Freguesia                              | CDU   | PS    | CH    | PSD- CDS | BE   | Votantes |
| -------------------------------------- | ----- | ----- | ----- | -------- | ---- | -------- |
| Freguesia                              |       |       |       |          |      | Votantes |
| Brinches                               | 44,89 | 33,14 | 15,22 | 4,05     | 1,16 | 519      |
| Pias                                   | 55,87 | 18,99 | 15,40 | 1,44     | 1,68 | 1 253    |
| Serpa (Salvador e Santa Maria)         | 36,93 | 31,63 | 18,20 | 5,93     | 3,66 | 2 681    |
| Vila Nova de São Bento e Vale de Vargo | 44,77 | 29,66 | 13,69 | 5,62     | 2,07 | 1 384    |
| Vila Verde de Ficalho                  | 38,62 | 49,08 | 6,40  | 2,34     | 0,86 | 813      |
| Serpa                                  | 43,07 | 31,00 | 14,97 | 4,51     | 2,39 | 7 100    |

#### Assembleia Municipal
| Partido                 | Partido                        | Votos  | %               | +/-  | Deputados | +/-     |
| ----------------------- | ------------------------------ | ------ | --------------- | ---- | --------- | ------- |
|                         | Coligação Democrática Unitária | 3 015  | 42,46 / 100,00  | 6,52 | 10 / 21   | 2       |
|                         | Partido Socialista             | 2 218  | 31,24 / 100,00  | 4,62 | 7 / 21    | 1       |
|                         | CHEGA                          | 1 060  | 14,93 / 100,00  | Novo | 3 / 21    | Novo    |
|                         | PSD-CDS                        | 365    | 5,14 / 100,00   | 2,77 | 1 / 21    | Estável |
|                         | Bloco de Esquerda              | 202    | 2,84 / 100,00   | 0,81 | 0 / 21    | Estável |
| Votos Inválidos         | Votos Inválidos                | 241    | 3,39 / 100,00   | 1,21 |           |         |
| Total                   | Total                          | 7 101  | 100,00 / 100,00 |      | 21 / 21   |         |
| Eleitorado/Participação | Eleitorado/Participação        | 12 488 | 56,86 / 100,00  | 2,55 |           |         |

| Freguesia                              | %     | %     | %     | %        | %    | Votantes |
| Freguesia                              | CDU   | PS    | CH    | PSD- CDS | BE   | Votantes |
| -------------------------------------- | ----- | ----- | ----- | -------- | ---- | -------- |
| Freguesia                              |       |       |       |          |      | Votantes |
| Brinches                               | 46,15 | 32,31 | 14,23 | 4,62     | 0,96 | 520      |
| Pias                                   | 58,74 | 18,99 | 14,92 | 2,08     | 2,00 | 1 253    |
| Serpa (Salvador e Santa Maria)         | 34,13 | 33,01 | 17,94 | 6,60     | 4,77 | 2 681    |
| Vila Nova de São Bento e Vale de Vargo | 44,44 | 29,12 | 14,29 | 6,11     | 1,96 | 1 834    |
| Vila Verde de Ficalho                  | 38,01 | 48,34 | 6,89  | 3,20     | 0,98 | 813      |
| Serpa                                  | 42,46 | 31,24 | 14,93 | 5,14     | 2,84 | 7 101    |

#### Juntas de Freguesia
| Partido                 | Partido                        | Votos  | %               | +/-  | Presidentes | +/-     | Mandatos | +/-     |
| ----------------------- | ------------------------------ | ------ | --------------- | ---- | ----------- | ------- | -------- | ------- |
|                         | Coligação Democrática Unitária | 3 221  | 45,34 / 100,00  | 2,61 | 3 / 5       | 1       | 25 / 47  | 1       |
|                         | Partido Socialista             | 2 332  | 32,83 / 100,00  | 5,24 | 2 / 5       | 1       | 18 / 47  | 1       |
|                         | CHEGA                          | 883    | 12,43 / 100,00  | Novo | 0 / 5       | Novo    | 4 / 47   | Novo    |
|                         | PSD-CDS                        | 325    | 4,57 / 100,00   | 2,41 | 0 / 5       | Estável | 0 / 47   | 2       |
|                         | Bloco de Esquerda              | 109    | 1,53 / 100,00   | 0,41 | 0 / 5       | Estável | 0 / 47   | Estável |
| Votos Inválidos         | Votos Inválidos                | 334    | 3,29 / 100,00   | 1,17 |             |         |          |         |
| Total                   | Total                          | 7 104  | 100,00 / 100,00 |      | 5 / 5       |         | 47 / 74  |         |
| Eleitorado/Participação | Eleitorado/Participação        | 12 488 | 56,89 / 100,00  | 2,57 |             |         |          |         |

| Freguesia                              | Partido Vencedor | Partido Vencedor               | %              | Mandatos |
| -------------------------------------- | ---------------- | ------------------------------ | -------------- | -------- |
| Brinches                               |                  | Coligação Democrática Unitária | 48,18 / 100,00 | 4 / 7    |
| Pias                                   |                  | Coligação Democrática Unitária | 64,96 / 100,00 | 7 / 9    |
| Serpa (Salvador e Santa Maria)         |                  | Partido Socialista             | 37,34 / 100,00 | 6 / 13   |
| Vila Nova de São Bento e Vale de Vargo |                  | Coligação Democrática Unitária | 51,74 / 100,00 | 5 / 9    |
| Vila Verde de Ficalho                  |                  | Partido Socialista             | 54,74 / 100,00 | 5 / 9    |

### Vidigueira

#### Câmara Municipal
| Partido                 | Partido                         | Votos | %               | +/-   | Vereadores | +/-  |
| ----------------------- | ------------------------------- | ----- | --------------- | ----- | ---------- | ---- |
|                         | Coligação Democrática Unitária  | 1 545 | 48,58 / 100,00  | 3,92  | 3 / 5      | 1    |
|                         | Mais Cidadãos (Apoiado por PSD) | 772   | 24,28 / 100,00  | Novo  | 1 / 5      | Novo |
|                         | Partido Socialista              | 740   | 23,27 / 100,00  | 12,27 | 1 / 5      | 1    |
| Votos Inválidos         | Votos Inválidos                 | 123   | 3,87 / 100,00   | 0,73  |            |      |
| Total                   | Total                           | 3 180 | 100,00 / 100,00 |       | 5 / 5      |      |
| Eleitorado/Participação | Eleitorado/Participação         | 4 669 | 68,11 / 100,00  | 0,69  |            |      |

| Freguesia      | %     | %     | %     | Votantes |
| Freguesia      | CDU   | MC    | PS    | Votantes |
| -------------- | ----- | ----- | ----- | -------- |
| Freguesia      |       |       |       | Votantes |
| Pedrógão       | 60,83 | 11,67 | 25,17 | 600      |
| Selmes         | 40,35 | 35,36 | 19,74 | 461      |
| Vidigueira     | 46,66 | 26,92 | 22,26 | 1 586    |
| Vila de Frades | 47,65 | 21,01 | 27,20 | 533      |
| Vidigueira     | 48,58 | 24,28 | 23,27 | 3 180    |

#### Assembleia Municipal
| Partido                 | Partido                        | Votos | %               | +/-  | Deputados | +/-     |
| ----------------------- | ------------------------------ | ----- | --------------- | ---- | --------- | ------- |
|                         | Coligação Democrática Unitária | 1 465 | 46,07 / 100,00  | 3,29 | 7 / 15    | Estável |
|                         | Partido Socialista             | 817   | 25,69 / 100,00  | 9,64 | 4 / 15    | 1       |
|                         | Mais Cidadãos                  | 777   | 24,43 / 100,00  | Novo | 4 / 15    | Novo    |
| Votos Inválidos         | Votos Inválidos                | 121   | 3,81 / 100,00   | 0,07 |           |         |
| Total                   | Total                          | 3 180 | 100,00 / 100,00 |      | 15 / 15   |         |
| Eleitorado/Participação | Eleitorado/Participação        | 4 669 | 68,11 / 100,00  | 0,69 |           |         |

| Freguesia      | %     | %     | %     | Votantes |
| Freguesia      | CDU   | PS    | MC    | Votantes |
| -------------- | ----- | ----- | ----- | -------- |
| Freguesia      |       |       |       | Votantes |
| Pedrógão       | 61,50 | 25,33 | 11,00 | 600      |
| Selmes         | 37,09 | 21,91 | 36,44 | 461      |
| Vidigueira     | 43,88 | 24,21 | 27,81 | 1 586    |
| Vila de Frades | 42,96 | 33,77 | 19,14 | 533      |
| Vidigueira     | 46,07 | 25,69 | 24,43 | 3 180    |

#### Juntas de Freguesia
| Partido                 | Partido                        | Votos | %               | +/-  | Presidentes | +/-     | Mandatos | +/- |
| ----------------------- | ------------------------------ | ----- | --------------- | ---- | ----------- | ------- | -------- | --- |
|                         | Coligação Democrática Unitária | 1 423 | 44,75 / 100,00  | 1,97 | 3 / 4       | 1       | 15 / 30  | 1   |
|                         | Partido Socialista             | 926   | 29,12 / 100,00  | 4,47 | 1 / 4       | 1       | 9 / 30   | 2   |
|                         | Grupo de Cidadãos              | 699   | 21,98 / 100,00  | 4,34 | 0 / 4       | Estável | 6 / 30   | 2   |
| Votos Inválidos         | Votos Inválidos                | 132   | 4,15 / 100,00   | 0,46 |             |         |          |     |
| Total                   | Total                          | 3 180 | 100,00 / 100,00 |      | 4 / 4       |         | 30 / 30  |     |
| Eleitorado/Participação | Eleitorado/Participação        | 4 669 | 68,11 / 100,00  | 0,54 |             |         |          |     |

| Freguesia      | Partido Vencedor | Partido Vencedor               | %              | Mandatos |
| -------------- | ---------------- | ------------------------------ | -------------- | -------- |
| Pedrógão       |                  | Coligação Democrática Unitária | 62,83 / 100,00 | 5 / 7    |
| Selmes         |                  | Coligação Democrática Unitária | 37,74 / 100,00 | 3 / 7    |
| Vidigueira     |                  | Coligação Democrática Unitária | 43,13 / 100,00 | 4 / 9    |
| Vila de Frades |                  | Partido Socialista             | 40,34 / 100,00 | 3 / 7    |